# Aprasia striolata
Aprasia striolata là một loài thằn lằn trong họ Pygopodidae. Loài này được Lütken mô tả khoa học đầu tiên năm 1863.